# Errico Petrella
Errico Petrella (ur. 10 grudnia 1813 w Palermo, zm. 7 kwietnia 1877 w Genui) – włoski muzyk i kompozytor oper.

## Życiorys
Studiował w Neapolu u Giovanniego Furno, Giacomo Tritto, Nicoli Antonia Zingarellego. Jego debiutanckim utworem (1829) była opera komiczna Il diavolo color di rosa. W 1851 r. została wystawiona jego opera Le precauzioni, ossia il Carnevale di Venezia, potwierdzający sławę Petrelli w operowym gatunku komicznym. Sukcesami były także jego kolejne opery: Marco Visconti (1854), Elnava o L'assedio di Leida (1855), Ione, ovvero L'ultimo giorno di Pompei' (1858), La contessa d'Amalfi (1864), I Promessi Sposi (1869), Manfredo (1872).